# Стрибки у воду на Чемпіонаті світу з водних видів спорту 2017 — синхронна вишка, 10 метрів (чоловіки)
Змагання зі стрибків у воду з десятиметрової синхронної вишки серед чоловіків на Чемпіонаті світу з водних видів спорту 2017 відбулись 17 липня.

## Результати
Попередній раунд розпочався о 13:00. Фінал відбувся о 18:30.
Зеленим позначено фіналістів
| Місце | Країна          | Стрибуни                            | Попередній раунд | Попередній раунд | Фінал      | Фінал      |
| Місце | Країна          | Стрибуни                            | Очки             | Місце            | Очки       | Місце      |
| ----- | --------------- | ----------------------------------- | ---------------- | ---------------- | ---------- | ---------- |
| 1     | Китай           | Чень Айсень Ян Хао                  | 466.44           | 1                | 498.48     | 1          |
| 2     | Росія           | Олександр Бондар Віктор Мінібаєв    | 415.02           | 4                | 458.85     | 2          |
| 3     | Німеччина       | Патрік Гаусдінґ Саша Кляйн          | 412.92           | 5                | 440.82     | 3          |
| 4     | Велика Британія | Томас Дейлі Даніель Гудфіллоу       | 433.14           | 2                | 418.02     | 4          |
| 5     | Україна         | Максим Долгов Олександр Горшковозов | 419.01           | 3                | 416.31     | 5          |
| 6     | США             | Стіл Джонсон Брендон Лоск'яво       | 406.53           | 8                | 406.83     | 6          |
| 7     | Південна Корея  | Кім Йон Нам У Ха Рам                | 378.36           | 10               | 391.17     | 7          |
| 8     | Австралія       | Домонік Бедгуд Деклан Стейсі        | 388.20           | 9                | 387.30     | 8          |
| 9     | Вірменія        | Володимир Арутюнян Лев Саркісян     | 368.40           | 11               | 385.20     | 9          |
| 10    | Мексика         | Хосе Бальєса Kevin Berlín           | 411.72           | 6                | 378.48     | 10         |
| 11    | Північна Корея  | Хьон Іль Мьонг Рі Хьон-дзю          | 409.95           | 7                | 372.24     | 11         |
| 12    | Білорусь        | Артем Боруський Вадим Каптур        | 361.83           | 12               | 362.04     | 12         |
| 13    | Колумбія        | Кевін Гарсія Віктор Ортега Серна    | 333.96           | 13               | Не пройшли | Не пройшли |